# Káto Ágios Pétros (Ándros)
Káto Ágios Pétros (grec moderne : Κάτω Άγιος Πέτρος) est une localité située dans le dème d'Ándros, dans le district régional d'Ándros, dans la périphérie d'Égée-Méridionale, en Grèce.
Selon le recensement de 2021, elle compte 109 habitants.